# Железничка станица у Дофену
Железничка станица у Дофену једна је од најстаријих, добро очуваних, грађевина и железнички музеј на југозападу канадске покрајине Манитобе, градићу који је 2011. године имао 8.200 становника.
Железнички сервис Канаде с краја 19. века постао је битан за даљи развој Манитобе, оснивање насеља и развој пољопривреде и трговине током 1880-их и 1890-их година. У једном од највећих таласа изградње у покрајини, прво Канадска пацифичка железница (енгл. Canadian Pacific Railway (CPR)), а затим друге мање компанија, покренуле су изградњу стотине километара пруга и десетине станица на важним тачкама. Током 1896, на почетку развоја железничког транспорта и железнице Манитобе, завршена је и изградња пруге од Гладстона до Дофена. Ова деоница пруге постала је основа за настанак великог канадскок интерконтиненталног сервиса. 
Тако је Дофен и његова железничка станица саграђена 1912. године, постала један од најважнијих издвојених центара у Манитоби. Она је данас једна је од најбољих сачуваних примерака железничке архитектуре не само у Манитоби већ и у целој Канади.

## Статус
Станица је због свог архитектонског изгледа и значаја за историју канадске железнице проглашена за културно и историјско место у Манитоби 27. јануара 1998. године.

## Историјат
Прве насеобине на месту данашњег Дофена (фра/енг Dauphin), настале су 1883. године као два одвојена насеља Стари Дофен и Гартмор. Изградња железнице 1896. интензивирала је колонизацију подручја и настанка данашњег града. 
Железничка станица је изграђена је на железничкој траси Винипег — Черчил (енгл. Via Rail's Winnipeg – Churchill train) 1912. године, и тиме постала једна од тековина у систему канадских железничких станица (енгл. Heritage Railway Station of Canada), о чему говере подаци на меморијалној плочи истакнутој на простору станице.
Након изградње пруге и станице, насеље Дофен је 1901. добило статус града што је снажно утицало на интензивирање привредног раста и претворило град у центар трговине житом. Пољопривреда и данас игра важну улогу у економском и привредном животу града.

## Културно историјски значај станице
Железничка станица у Дофену, 27. јануара 1998. године, проглашена је за један од историјских споменика у Манитоби, на основу процене баштине из 1989. године (енгл. Heritage Assessment Report RSR-009,1989.). У овом образложењу наведено је да се:
| „ | ...вредност наслеђа бивше ЦНоР железничке станице у Дофену огледа у њеном архитектонски атрактивном „шато или замак“ стилу, и да је објекат кроз историју имао кључну улогу у дефинисању историјске улоге железнице на овом простора, и њенеог симболично статуса у региону. | ” |

## Архитектура
Када су железничке компаније Канаде с краја 19. века, прошириле своје грађевинске радове према Западу, створен је систем за идентификацију и разврставање локација на велике и мале дистрибутивне центре. Таква систематизација на основу које су грађене железничке станице имала је за циљ да обезбеди што бољи пласман и дистрибуцију робе и људи, створи нови изглед свих места уз пругу, интензивира локалну економију и омасови њихову заједницу. Станице су тако најчешће постајале центри око којих се одвијао живот града, јер су стратешки биле грађене у главној градској улици, као што је то случај и са железничком станицом у Дофену.
Захваљујући железници Дофен постао један од најважнијих издвојених центара Манитобе, а њена железничка станица, саграђена 1912. године, један од најрепрезентативнијих примерака железничке архитектуре у Манитоби. 
Својом импозантном величином, живописним кровом, прозорима на нагнутом крову, куполама и фасадом од декоративне цигле и камена, железничка станица је и данас доминантна грађевина у главној улици и централном језгру Дофена,
Ова бивша станица Северне канадске железнице (енгл. Canadian Northern Railway (CNoR)) у Дофену, грађена је у еклектичном духу и атрактивном стилу, попут замка (енгл. Chateau style). Архитектонски, зграда се састоји од; 
- Средишњег (централног) дела, у три нивоа, препокривеног пирамидалним кровом.
- Два симетрична и једнака крила, на два нивоа, препокривена на две воде.
- Крилима, у једном нивоу, препокривена кровом на четири воде који на крајевима прелази у широку надстрешницу.[5]

Станица се налази на броју 101 у Првој градској авенији, поред лепо уређеног парка Вермилион. Њена препознатљива и слојевита линија крова лепо се уочава из главне улице Дофена.